# Egg
- Till vänster, kniv med synlig egg nedåt bilden.
- Till höger, exempel på eggprofiler i genomskärning.
- A. innåtgående saxslipning
- C. dubbelvinklad planslipning
- D. hyvelslipning (enkelvinklad kantslipning)

Egg eller ägg (jämför engelska: edge, ”kant”) är den arbetande skarpa kanten på en klinga eller dito, exempelvis en kniv, yxa, sax eller annat eggverktyg, samt blankvapen. En egg kan förklaras som kilformad i genomskärning och utgörs i modern tid av en snedslipad kant, kallat fasslipning (med flera).
Materialkvaliteten avgör vilken styrka eggen får samt skärpa som uppnås vid slipning. Verktygets användningsområde bestämmer vilken vinkel och utformning eggen skall ha. Efter slipning bearbetas oftast eggverktyg med ett bryne för att ta bort grader och den råegg som skapats vid slipning på en slipsten.

## Eggtyper
Det finns otals eggtyper och dess beskrivande namn. De kan ha olika profiler och former, raka eller krökta, enkelvinklade eller dubbelvinklade, enkelsidiga eller dubbelsidiga med mera. Några i urval är:
- saxslipad egg – enkelvinklig egg (slipad på ena bladsidan), såsom hos saxar, saxknivar, stämjärn, hyvlar, timmerbila med mera
- sågtandad egg – slipad på sådant vis att sågtänder bildas, vilka är klingor (sågklingor) i sin egen rätt med egen egg
- vågtandad egg – liknar sågtandad ägg men har kurvad enkelslipning mellan tänderna så de efterliknar profilen till vågor
- ensidig / enkelsidig / enkelslipad egg / enegg – betyder traditionellt att klingan har egg åt ena hållet (bröst), inte att eggen är slipad från ena sidan (saxslipad)
- tvåsidig / dubbelsidig / dubbelslipad egg / tveegg – betyder traditionellt att klingan har egg åt båda hållen (rygg, bröst), inte att eggen är slipad från vardera sida[4]

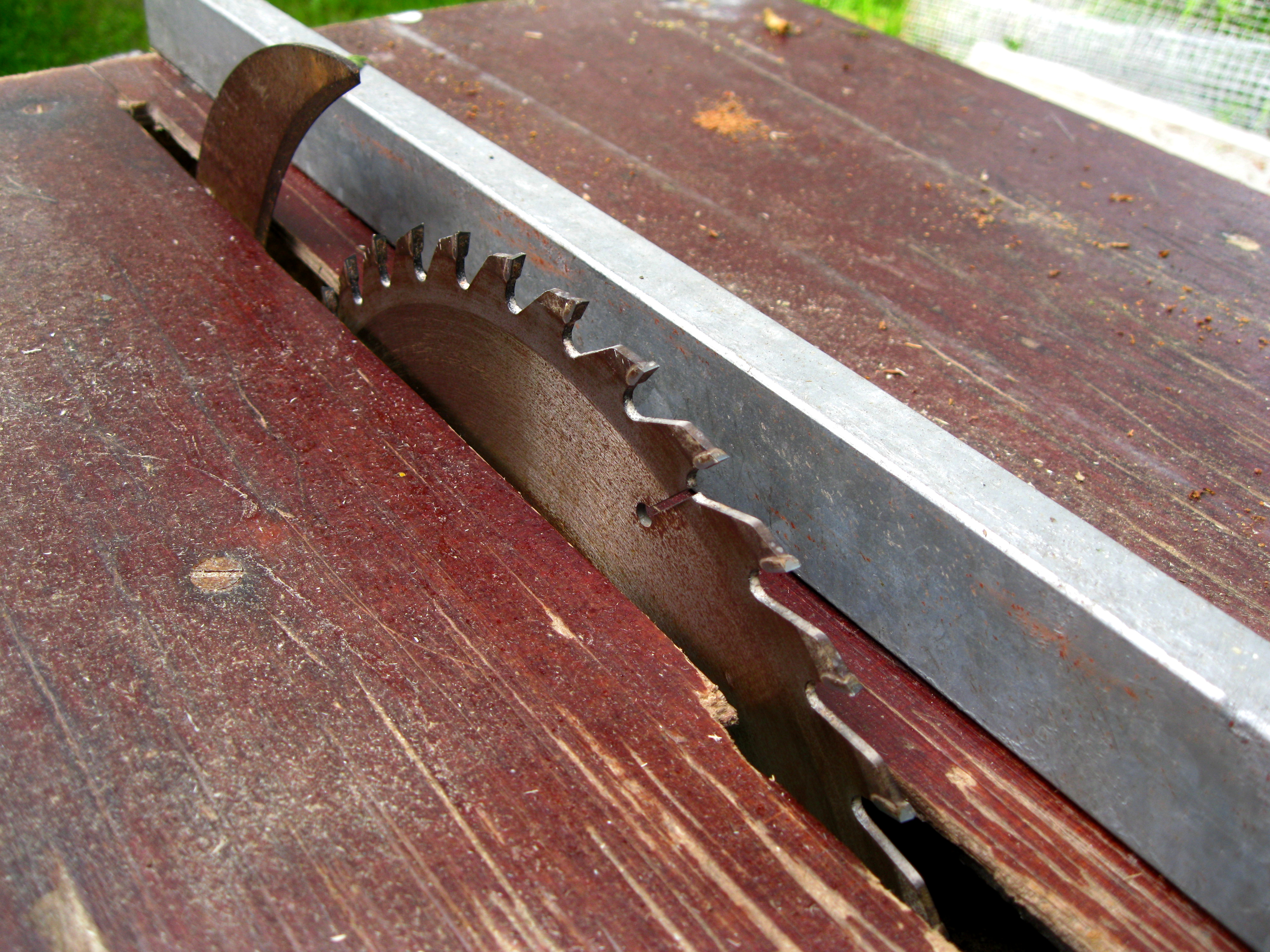
Sågtandad egg hos sågblad (cirkelsåg)
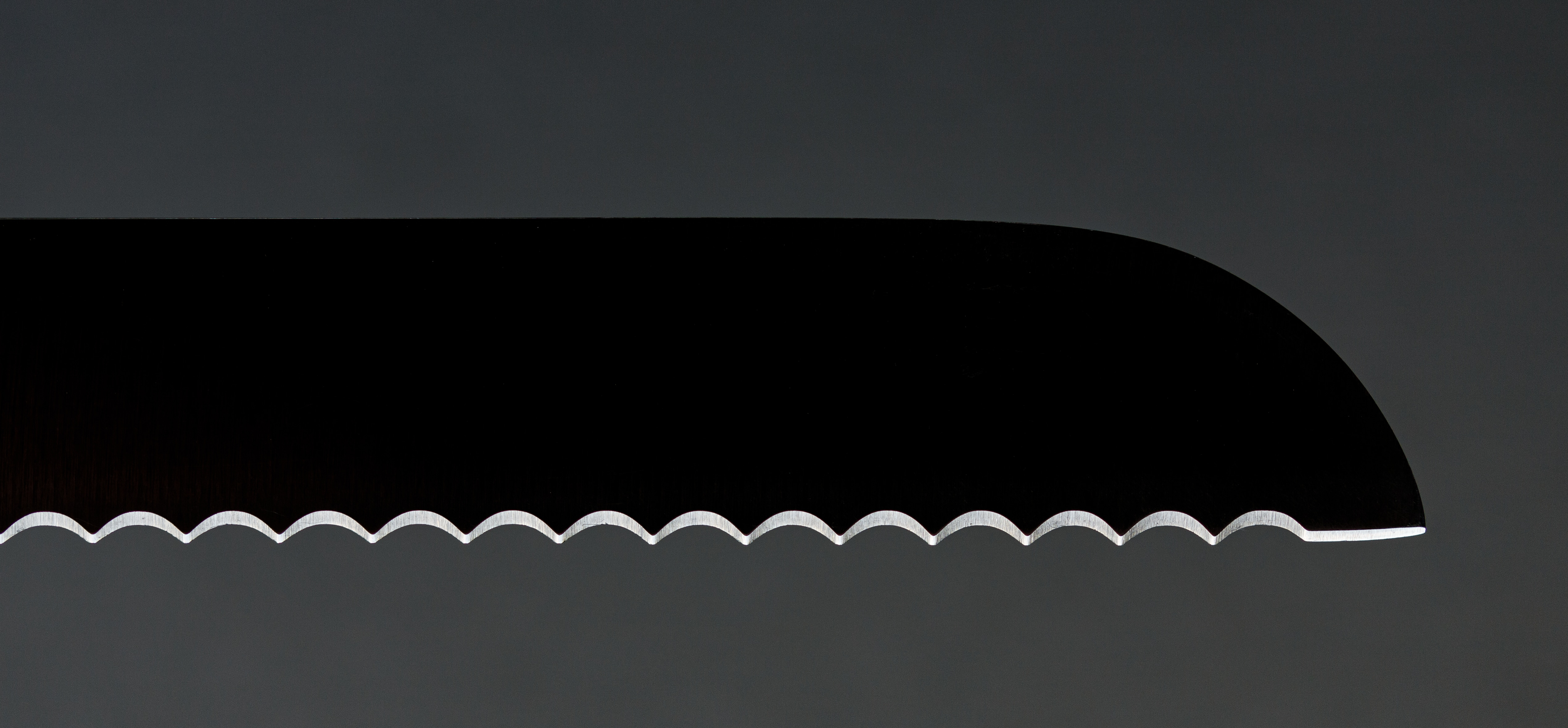
Vågtandad egg hos knivblad (brödkniv)